# センタロイ
センタロイとは、トミー株式会社が、1985年に開発した超弾性の歯列矯正用アーチワイヤのこと。超弾性ニッケルチタンワイヤに熱処理を施し、歯列矯正に理想的な特性・矯正力を付与している。世界の歯列矯正に大きな影響を与え、世界的に矯正用アーチワイヤの代名詞にもなっている。
オリジナルセンタロイ、ネオセンタロイ、バイオフォースセンタロイ、L&Hチタンのシリーズがある。